# Adesmia silvestrii
Adesmia silvestrii är en ärtväxtart som beskrevs av Carlos Luis Spegazzini. Adesmia silvestrii ingår i släktet Adesmia och familjen ärtväxter. Inga underarter finns listade i Catalogue of Life.